# Cine de Palestina

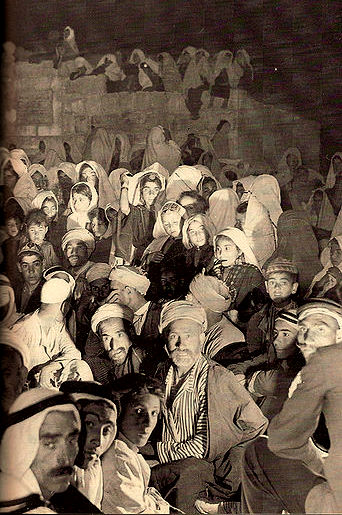
Habitantes de Halhul esperando una proyección al aire libre, 1940.

El Cine de Palestina es una industria relativamente joven con respecto al cine árabe, muchas películas palestinas se realizan con fondos y apoyo de Europa e Israel. No todas las películas hechas en Palestina son grabadas en idioma árabe, algunas son producidas en inglés, francés y hebreo.

## Historia

### Periodo inicial (1935-1948)
En general, se cree que la primera película palestina realizada es un documental sobre la visita del rey Ibn Saud de Arabia Saudita en 1935 a Palestina, hecha por Ibrahim Hassan Sirhan en Jaffa. Sirhan siguió al Rey en su visita por Palestina y el resultado fue una película muda que se presentó en los festivales de Nabi Rubin. Después de este documental, Sirhan se asoció con Jamal al-Asphar para producir una película de 45 minutos llamada The Realized Dreams, con el objetivo de "promover la causa de los huérfanos". Sirhan y al-Asphar también produjeron un documental sobre Ahmad Hilmi Pasha, miembro del Alto Comité Árabe.
En 1945 Sirhan fundó el estudio de producción "Arab Film Company" junto con Ahmad Hilmi al-Kilani. La compañía lanzó el largometraje Holiday Eve, que fue seguido por la cinta A Storm at Home. Ambas películas desaparecieron en 1948, cuando Sirhan tuvo que huir de Jaffa después de que la ciudad fuera bombardeada.

### Segundo período (1948-1967)
La expulsión palestina de 1948 (conocido en árabe como Nakba) tuvo un efecto devastador en la sociedad palestina, incluida su incipiente industria cinematográfica. Los esfuerzos cinematográficos, que requieren infraestructura, equipos profesionales y finanzas, casi cesaron durante dos décadas. Algunos palestinos participaron en la producción cinematográfica de varios países vecinos. Sirhan participó en la producción del primer largometraje jordano, The Struggle in Jarash, (1957), y otro palestino, Abdallah Ka´wash, dirigió el segundo largometraje de Jordania, My Homeland, My Love, en 1964.

### Tercer período (1968-1982)
En 1967 el cine palestino obtuvo auspicio de la compañía PLO, financiada por el partido político Fatah y otras organizaciones palestinas como el PFLP y el DFLP. En este periodo se realizaron más de 60 películas, en su mayoría documentales. El primer festival de cine dedicado a las películas palestinas se celebró en Bagdad en 1973. Esa ciudad también fue sede de los siguientes dos festivales de cine palestinos, en 1976 y 1980. Mustafa Abu Ali fue uno de los primeros directores de cine palestinos y ayudó a fundar la Asociación de Cine Palestino en Beirut en 1973. Sólo se hizo una película dramática durante el período, a saber, El regreso a Haifa en 1982, una adaptación de la novela corta de Ghassan Kanafani.

#### Desaparición de los archivos (1982)
El archivo más grande de contenido fílmico palestino era manejado por la Fundación de Cine Palestino de la PLO. En 1982, cuando la PLO fue expulsada de Beirut, el archivo estaba almacenado en un importante hospital, desde donde "desapareció" en circunstancias que aún no están claras. Recientemente, varias películas del archivo fueron ubicadas en el Archivo de las Fuerzas de Defensa de Israel en la localidad de Tel HaShomer por la académica y curadora Rona Sela. Sela ha pedido el lanzamiento de estas producciones cinematográficas y la desclasificación de otras películas palestinas que permanecen cerradas en el mencionado archivo.

### Cuarto período (1980-presente)
La película dramática de 1996 Crónica de una desaparición recibió reconocimiento internacional y se convirtió en la primera película palestina en tener un estreno nacional en los Estados Unidos. Una película emergente para su género, ganó un "Premio al Nuevo Director" en el Festival Internacional de Cine de Seattle y un "Premio Luigi De Laurentiis" en el Festival de Cine de Venecia. Entre los directores destacables de este periodo se encuentran:
- Michel Khleifi
- Rashid Masharawi
- Ali Nassar
- Elia Suleiman

En 2008 se produjeron tres largometrajes y ocho cortometrajes palestinos, un número récord de producciones en ese momento. En 2010, Hamás, la autoridad gubernamental en la Franja de Gaza, anunció el lanzamiento de una nueva película titulada La gran liberación, que muestra la destrucción de Israel por parte de los palestinos.
Actualmente en la Franja de Gaza todos los proyectos cinematográficos deben ser aprobados por el Ministerio de Cultura de Hamás antes de poder ser exhibidos en público. Cineastas independientes han afirmado que el Ministerio de Cultura reprime los contenidos que no se ajustan a los edictos de Hamás. En un caso notable de 2010, Hamás prohibió el cortometraje Something Sweet, dirigido por Khalil al-Muzzayen, que tuvo relevancia internacional y fue exhibido en el Festival de Cine de Cannes. Hamás prohibió que se exhibiera localmente debido a una escena de cuatro segundos en la que se muestra a una mujer con el cabello descubierto. En 2011, un festival de cine organizado por el Centro de Asuntos de la Mujer de Gaza incluyó documentales y piezas de ficción sobre temas relativos al género femenino, pero el Ministerio de Cultura censuró numerosas escenas. En una película se tuvo que eliminar una escena en la que una mujer descubrió uno de sus hombros y en otra película se eliminó una escena que mostraba a un hombre realizaba un juramento.

## Directores notables

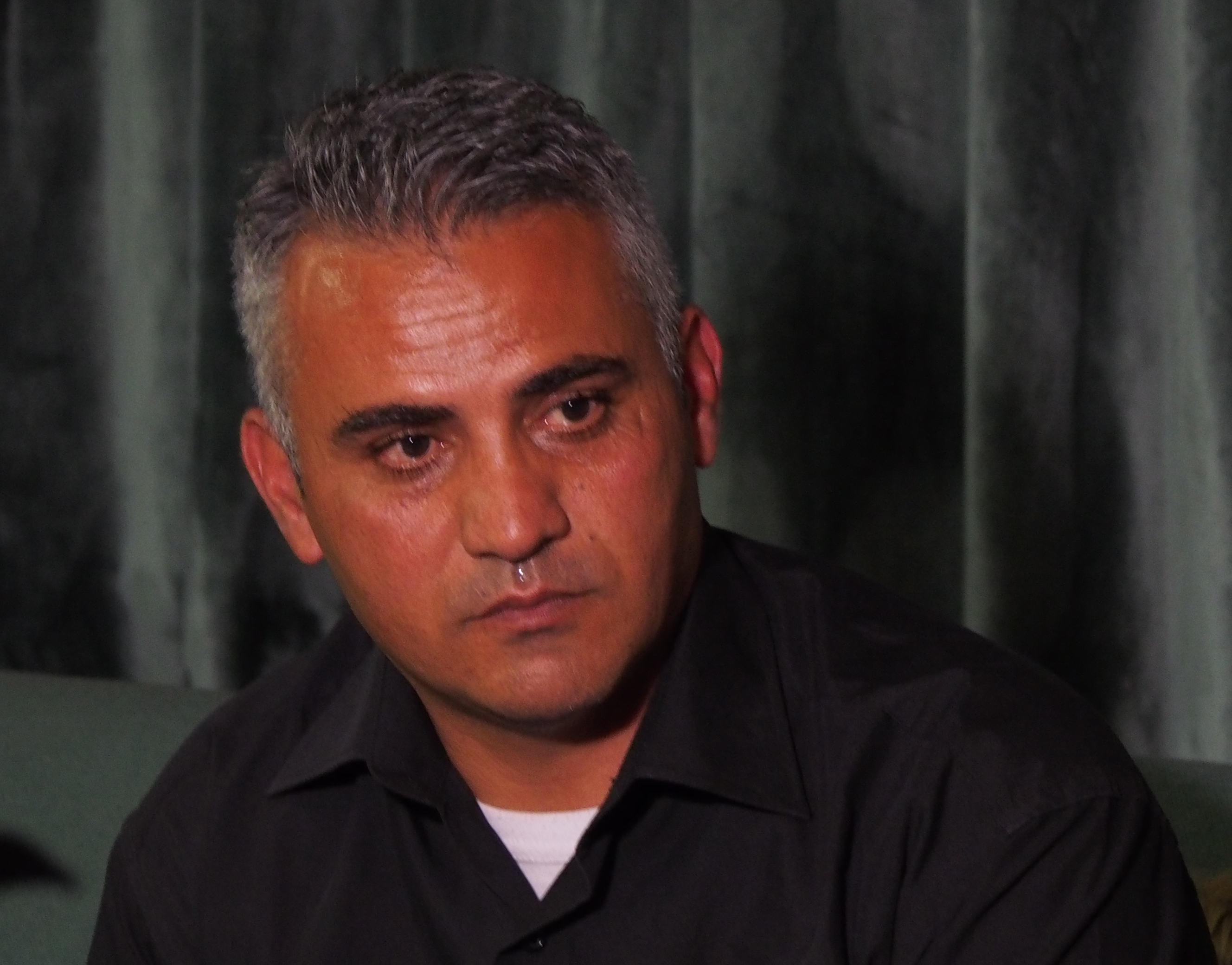
Emad Burnat es otro destacado cineasta palestino

- Yahya Barakat
- Azza El-Hassan
- Hany Abu-Assad
- Mohammed Almughanni
- Scandar Copti
- Mustafa Abu Ali
- Mohammed Bakri
- Tarek Al Eryan
- Annemarie Jacir
- Michel Khleifi
- Rashid Masharawi
- Saleem Dabbour
- Mai Masri
- Montaser Marai
- Rosalind Nashashibi
- Ali Nassar
- Mohammad Al-Sawalma
- Hazim Bitar
- Elia Suleiman
- Leila Sansour
- Refat Adi
- Sameh Zoabi
- Tawfik Abu Wael
- Ameen Nayfeh
- Mohammad Shihadeh Hmedat
- Najwa Najjar
- Ramzi Maqdisi

## Películas notables
- They Don't Exist
- Boda en Galilea (1987)
- Tale of the Three Jewels (1994)

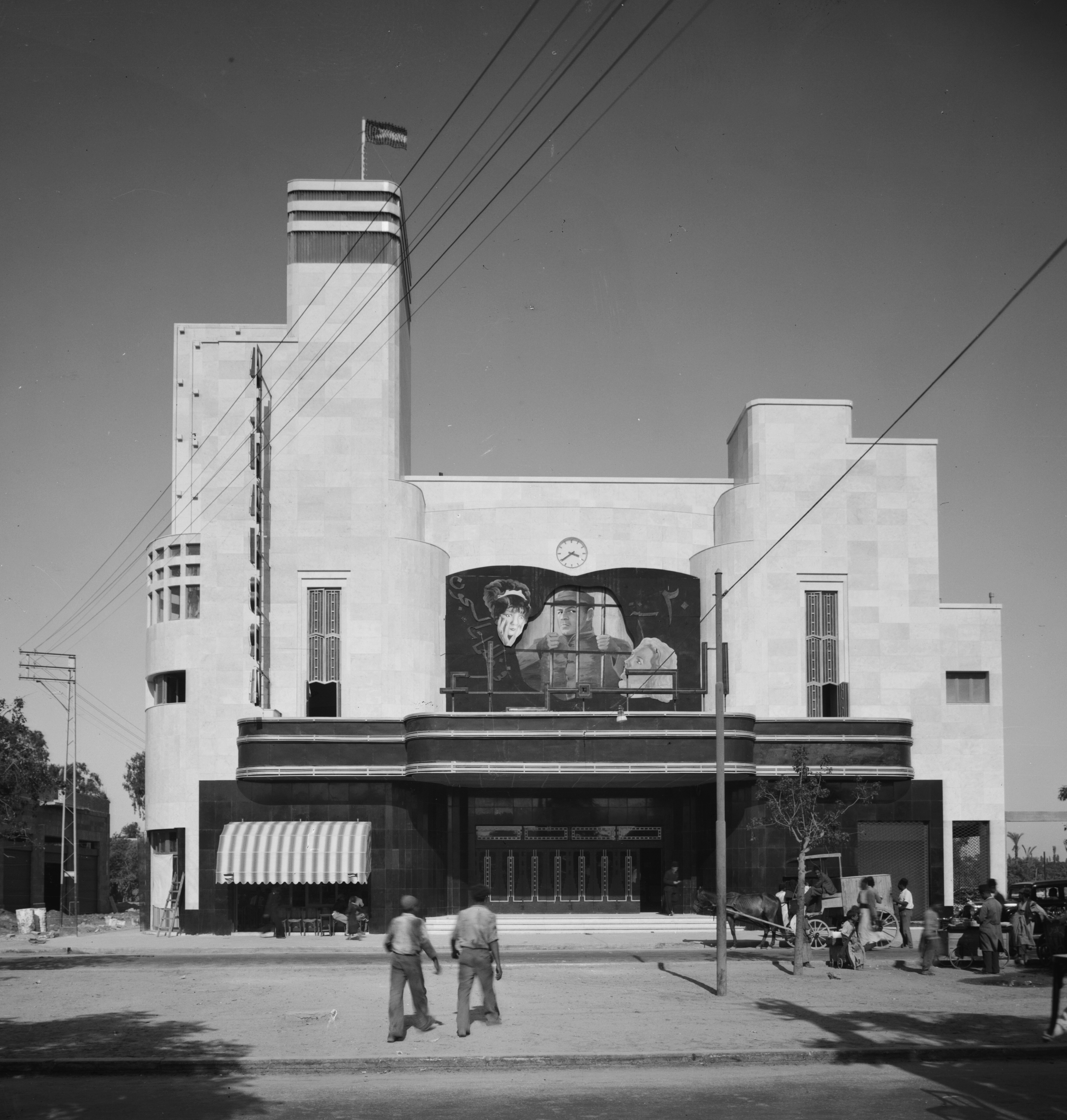
Cine Alhambra en Jaffa, 1937, bombardeado en diciembre de 1947

- Crónica de una desaparición (1996)
- Haifa (1996)
- Divine Intervention (2002).
- The Olive Harvest (2003)
- Arna's Children  (2003)
- Jeremy Hardy vs. the Israeli Army  (2004)
- Women in Struggle (2004)
- Waiting (2005)
- Paradise Now (2006)
- The Color of Olives (2006)
- Iron Wall (2006)
- Goal Dreams (2006)
- First Picture (2006)
- Maria's Grotto (2007)
- Kaffa! (2007)
- La sal de este mar (2008)
- Taste the Revolution (2008)
- The View (2008)
- Till When? (2008)
- Spider Web (2009)
- Beyond the Sun (2010)
- The Uppercut (2012)
- Solomon's Stone (2015)

## Festivales notables de cine de Palestina

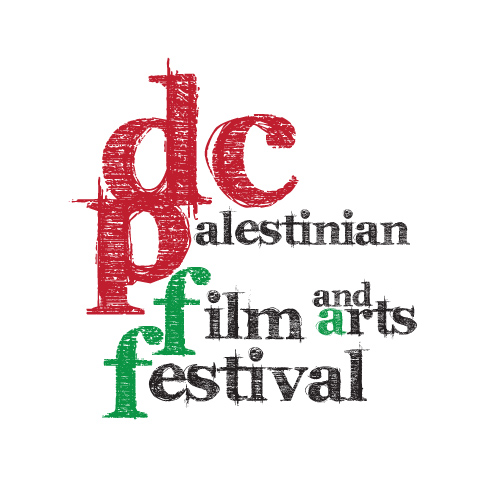
Logo del Festival de Cine y Arte de Palestina celebrado en Washington D. C.

- Festival de Cine Palestino de Boston
- Muestra de Cine Palestino de Buenos Aires
- Festival de Cine Palestino en Chicago
- Festival de Cine y Arte de Palestina
- Festival de Cine Palestino de Londres
- Festival Internacional de Cine de Al-Kasaba
- Muestra de Cine Palestino de Madrid
- Muestra de Cine Palestino de Santiago
- Muestra de Cine Palestino de Sevilla
- Festival de Cine Mediterráneo de Montpellier
- Muestra de Cine Árabe y Mediterráneo de Cataluña
- Festival de Cine Árabe de Mizna